# Samir Aboud
Samir Aboud (född 29 september 1972) är en libysk före detta fotbollsspelare som spelade för Al-Ittihad. Han spelar även för Libyens fotbollslandslag.

### Fotnoter
1. ↑  goalzz.com